# Fucking Smilers
Albums de Aimee Mann
One More Drifter in the Snow
(2006) Charmer
(2012)
@#%&*! Smilers (prononcé Fucking Smilers) est le 7e album studio de la chanteuse américaine Aimee Mann, sorti en 2008.
Il s'est classé à la 32e place du Billboard 200, et à la 40e place en Suède. Il obtient un score de 79/100 sur Metacritic.

## Liste des titres
1. Freeway (3:50)
2. Stranger into Starman (1:31)
3. Looking for Nothing (3:46)
4. Phoenix (3:56)
5. Borrowing Time (3:12)
6. It's Over (3:58)
7. 31 Today (4:52)
8. The Great Beyond (3:12)
9. Medicine Wheel (4:08)
10. Columbus Avenue (4:06)
11. Little Tornado (3:23)
12. True Believer (3:32)
13. Ballantines (2:21)